# Gymnosporia obscura
Gymnosporia obscura là một loài thực vật có hoa trong họ Dây gối. Loài này được (A.Rich.) Loes. mô tả khoa học đầu tiên năm 1893.